# Cold Cold Hearts (álbum)
Cold Cold Hearts es el álbum debut en solitario de la banda estadounidense de riot grrrl, Cold Cold Hearts. Es la continuación del sencillo de 7", "Yer So Sweet (Baby Donut)" y el único álbum de estudio completo de la banda.

## Lista de canciones
1. VxRx - 1:41
2. Any Resemblance... - 2:04
3. 5 Signs: Scorpio - 1:44
4. Cute Boy Disocunt - 3:17
5. Broken Teeth - 2:06
6. Lady! Reversible! (Alleged.) - 1:41
7. Maybe Scabies - 1:44
8. 1-2-3 many! - 1.45
9. Sorry Yer Band Sux ("Rebels Without a Brains) - 2:10
10. Yer So Sweet (Baby Donut) - 1:26
11. State Trooper in the Left Lane, Nattles! - 2:16

## Recepción de la crítica
Destacando la relativa duración de la frecura de sus canciones, Allmusic calificó al álbum como "una entrada sólida en la tradición contemporánea del post riot Grrrl noroccidental"
«Any Resemblance ... « se incluyó en una "Guía esencial de Riot Grrrl" recopilada por Evelyn McDonell y Elisabeth Vincentelli para The New York Times

## Créditos
- Erin Smith - Guitarra, Vocales (de fondo), fotografía
- Allison Wolfe - Vocales
- Natalie Mencinsky (Acreditada como "Nattles") - Bass, Diseño Gráfico
- Katherine Brown - Batería
- Mark Robinson - Vocales (de fondo), Productor, ingeniero, Director artístico
- Matt Lettsinger - Ingeniero
- Rob Christiansen - Ingeniero